# Paleosom
Paleosom – metamorficzna część składowa migmatytów, może mieć skład łupku łyszczykowego lub amfibolitu.